# Sörgenloch

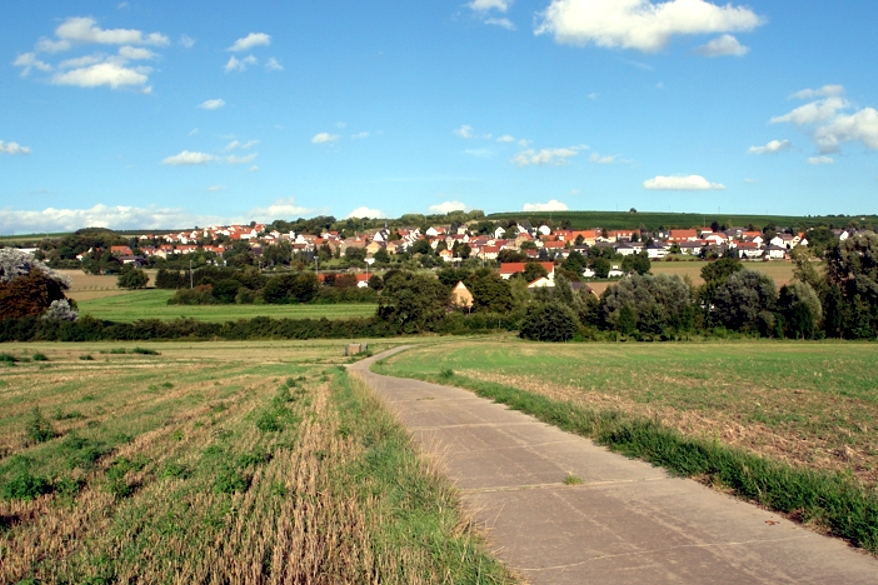
Sörgenloch i Rheinhessen ligger omgivet av vin- och fruktodlingar.

Sörgenloch är en kommun och ort (Ortsgemeinde) i Landkreis Mainz-Bingen i förbundslandet Rheinland-Pfalz, Tyskland med cirka 
1 200 invånare.
Kommunen ingår i kommunalförbundet Verbandsgemeinde Nieder-Olm tillsammans med ytterligare sju kommuner.
Orten ligger vid floden Selz i Tysklands största vinregion Rheinhessen, omkring 14 km söder om Mainz. Landskapet domineras av vin- och fruktodling. På senare år har omfattande restaureringsåtgärder vidtagits i floden och på Zornheimer Berg för att återskapa den naturliga miljön. Vinodlingen gynnas av läget i Rheinhessen, som ger Sörgenloch ett klimat som tillhör Tysklands torraste och varmaste.
Sörgenlochs närmaste grannorter är Nieder-Olm, Zornheim, Hahnheim, Udenheim och Saulheim.

## Historia
Platsen omnämns för första gången år 1190. Mycket lite är känt om Sörgenlochs tidiga historia. På 1200-talet låg orten troligen under klostret Sankt Alban i Mainz.

### Namnet
Namnet Sörgenloch har utvecklats från begreppet "Saligenloh" och går tillbaka till romartiden och provinsen Germania Superior. Ordet bygger på latinets salis (= vide) och forntyskans loh (= skog). Namn betyder alltså videskog.

### Forntid
1880 hittades en järnhacka och två kärl från järnåldern, vilket tyder på att kelter var bosatta i vad som nu är Sörgenloch. Likaså påträffades resterna av en vangionbosättning.
Under 1800-talet hittades ett antal mynt och gravfynd från romartiden bland ortens vingårdar. Dessa fynd förvaras i Worms museum. Även ägonamnet "Hundertmorgen" minner om romartiden - 100 morgen var den markareal, som en romersk legionär tilldelades efter sin tjänstgöring.
Sörgenloch tillhörde den frankiska urmarken Olm. Efterhand som det uppstod bosättningar kring de gårdar som hade tidiga kyrkor, tillkom Ober-Olm, Nieder-Olm, Klein-Winternheim och Sörgenloch. Orterna avgränsades och befästes med jordvallar som förstärktes med häckar. Ägonamn som Oberheck und Im Bock (Bock = sväng runt en häck) minner om denna tid. Alldeles utanför Sörgenloch har en begravningsplats från denna period (500- och 600-talen) återfunnits.

## Religion
Sörgenloch är en vallfärdsort. Befolkningen är övervägande romersk-katolsk.
Sörgenloch firar den 8 september (jungfru Marias födelse) med en pilgrimsfärd till Marias ära. Under det pfalziska tronföljdskriget 1688–1697 tvingades Sörgenlochborna lämna orten och gömma sig i området. Man grävde ner statyn av Maria för att rädda den. När kriget var slut, fanns ingen som kunde ange den exakta platsen där statyn begravts. Byborna bad till Gud att han skulle avslöja platsen. En uppenbarelse inträffade över en äng i närheten av Selz och just där hittades den nedgrävda statyn. Sedan dess firas Marias födelse med en pilgrimsfärd i Sörgenloch. På söndagen efter den 8 september firas den heliga jungfrun med en gudstjänst i kyrkan och kyrka och ett processionståg där statyn bärs fram genom Sörgenlochs gator.

## Politik

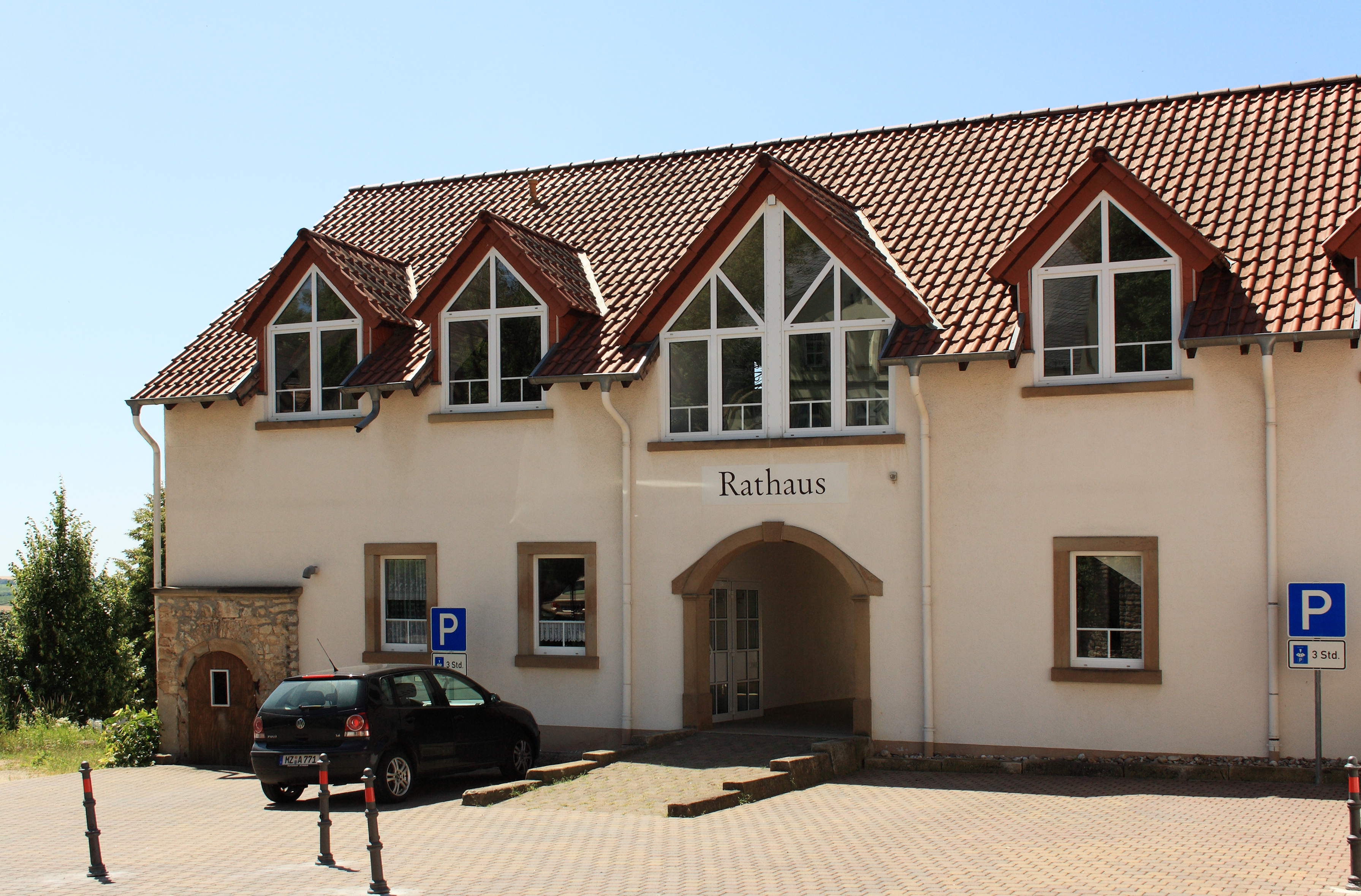
Sörgenlochs rådhus

Gemeinderat (motsvarande kommunfullmäktige) består av 16 personer som valdes vid lokala val den 7 juni 2009, och borgmästaren som ordförande.
Fördelningen av mandaten i kommunfullmäktige:
|      | SPD | CDU | FWG | GAL | Totalt    |
| 2009 | 4   | 3   | 6   | 3   | 16 mandat |
| 2004 | 5   | 5   | 6   | –   | 16 mandat |

Borgmästare är Frieder März (Freie Wählergruppe, FWG).

## Vänorter

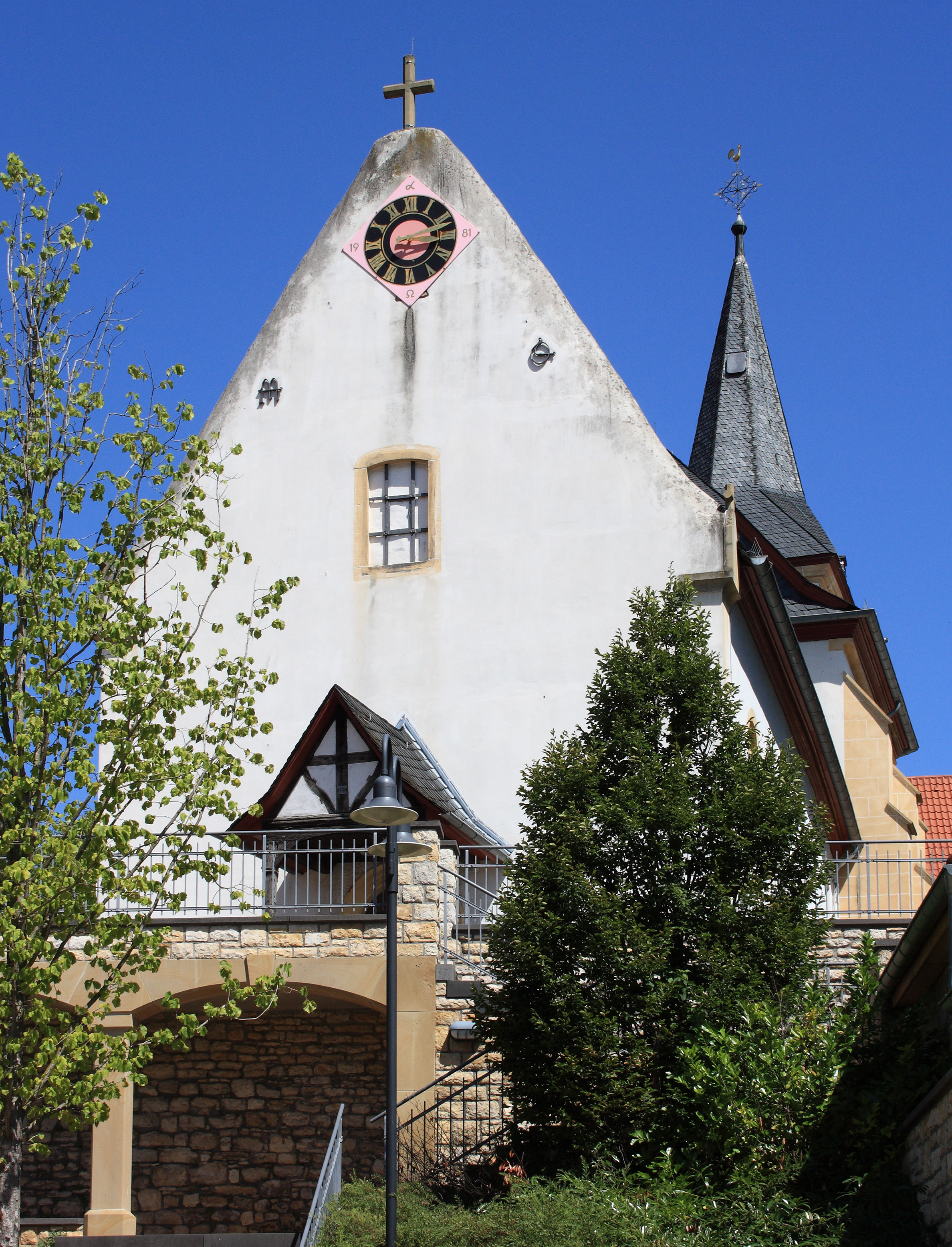
Sörgenlochs katolska kyrka

- Ludes, Champagne-Ardenne, Frankrike

## Kultur och sevärdheter
Den katolska kyrkan dominerar sedan 1200-talet stadsbilden. Sitt nuvarande utseende fick kyrkan efter en brand på 1600-talet; barockinteriören härrör från 1700-talet. Kyrkan inrymmer Sörgenlochs nådebild, en sengotisk madonna.
På den östra sidan av den historiska stadskärnan ligger slottet Sörgenloch. Renässansslottet uppfördes av de lokala herrarna familjen Koth-Wanscheid under andra hälften av 1700-talet. Idag inrymmer slottet en restaurang.
Den gamla judiska kyrkogården ligger i nordöstra delen av samhället. Idag finns bara fyra stenar bevarade.

### Folkmusik
Sörgenloch är ett centrum för Rheinhessens folkscen. Flera framstående grupper repeterar och rekryterar musiker från orten:
- Wild Rovers
- Goo Birds Flight
- Ilwetritsch
- An Thor

## Ekonomi och infrastruktur
Samhället var fram till de senaste decennierna framför allt en jordbruksort. Idag ligger det bra till för pendlare i utkanten av storstadsregionen Rhein-Main.
Jordbruket domineras av frukt- och vinodling. Inom vinregionen Rheinhessen tillhör Sörgenloch området ("Großlage") Gutes Domtal. Vingården ("Einzellage") Moosberg omfattar cirka 39 hektar.

## Kommunikationer
Sörgenloch ligger vid Landesstraße 432. Trafikplats 5 (Saulheim) på motorvägen A63 ligger på ett par minuters avstånd med bil.
Busslinje 652 i ORN (Omnibusverkehr Rhein-Nahe GmbH) går till Nieder-Olm och Mainz. Den närmaste järnvägsstationen ligger i grannorten Nieder-Olm .